# 伊川郡
伊川郡（イチョンぐん）は朝鮮民主主義人民共和国江原道に属する郡。

## 地理
北朝鮮統治下の江原道西南部に位置し、南に鉄原郡、東に平康郡、北に板橋郡と境を接する。西側には黄海北道兎山郡・新渓郡である。
郡内には臨津江が南に流れ、伊川盆地を形成している。

## 行政区画
1邑・22里を管轄する。
| - 伊川邑 - 開川里 - 建設里 - 龍亭里 - 武陵里 - 文童里 - 射庁里 - 山旨里 - 山站里 - 上下里 - 城北里 - 松亭里 | - 新塘里 - 新興里 - 深洞里 - 筽峴里 - 友味里 - 銀杏亭里 - 長洞里 - 長在里 - 軸洞里 - 鶴峯里 - 回山里 |

## 歴史
高句麗時代には伊珍買県と呼ばれ、新羅景徳王の代に伊川と改称した。朝鮮王朝時代の1413年には伊川県となり県監が置かれ、京畿道から江原道に移管された。1895年に伊川郡になり、臨津江流域であるために開城府に属した。
1914年には南に隣接する安峡郡（現在の鉄原郡地域）を合併。1945年8月の時点では伊川面など11面から構成されており、現在の板橋郡・鉄原郡を含む地域を管轄する大きな郡であった。

### 年表
この節の出典
- 1914年4月1日 – 郡面併合により、江原道安峡郡が伊川郡に編入。伊川郡に以下の面が成立。(11面)
  - 邑内面・鶴鳳面・龍浦面・方丈面・古味呑面・山内面・楽壌面・板橋面・東面・西面・安峡面
- 1938年 (11面)
  - 邑内面が伊川面に改称。
  - 古味呑面が熊灘面に改称。
- 1952年12月 - 郡面里統廃合により、江原道伊川郡伊川面・鶴鳳面および龍浦面・山内面・西面の各一部地域をもって、伊川郡を設置。伊川郡に以下の邑・里が成立。(1邑21里)
  - 伊川邑・開川里・回山里・建設里・新塘里・友味里・山站里・軸洞里・龍亭里・筽峴里・射庁里・銀杏亭里・城北里・鶴峯里・長在里・深洞里・上下里・松亭里・長洞里・山旨里・文童里・武陵里
- 1954年 - 伊川邑・深洞里の各一部をもって新興里を設置。(1邑22里)

## 交通
- 青年伊川線
  - 松亭駅 - 伊川青年駅 - 文童青年駅